# Love Me Baby
Singles par Sheila
L'Arche de Noé
(1977) Singin' in the Rain
(1978)
Singles par Sheila B. Devotion
Singin' in the Rain
(1978)
Love Me Baby est une chanson disco de Sheila B. Devotion. Première chanson de Sheila avec B. Devotion, elle sort le 24 mai 1977 et sera incluse sur leur premier album Singin' in the Rain. Elle rencontre le succès en France, étant certifié disque d'or avec plus de 650 000 exemplaires écoulés, ainsi qu'à l'international.

## Contexte
En pleine période disco, le producteur de Sheila, Claude Carrère décide qu'elle se lance dans ce genre. Pour convaincre la chanteuse, Carrère lui fait écouter la chanson Love to Love You Baby de Donna Summer sortie en 1975. Sheila accepte et une première maquette de Love Me Baby est peu après enregistrée par une chanteuse noire américaine. Lors de l'enregistrement à Londres, Sheila ne parlant pas l'anglais, chante phonétiquement les paroles, aidée par l'auteure du texte, Pamela Marion Forrest, originaire de Liverpool.
Le single Love Me Baby sort anonymement le 24 mai 1977 en France,, à la demande de Sheila, pour ne pas ternir sa carrière en cas d'échec. Les premiers pressages du disque mentionnent alors le nom obscur de « S. B. Devotion ». « S » faisant référence à Sheila et « B. Devotion » aux trois danseurs et chanteurs afro-américains qui l'accompagnent : Dany MacFarlane, Freddy Stracham et Arthur Wilkins. 
Lorsque la chanson devient un succès à la radio et dans les discothèques en France, l'identité de la chanteuse et son groupe sont rapidement révélés et quelques semaines plus tard une seconde édition du 45 tours attribue la chanson au quatuor sous le nom de « Sheila B. Devotion ». Le groupe apparaît pour la première fois sur Europe 1 en interprétant Love Me Baby en public lors l'émission Maxi-Parade présentée par Jean-Loup Lafont. La chanson a également été promue aux États-Unis par le groupe sous le nom de « Sheila and B. Devotion ». 

## Accueil commercial
Love Me Baby rencontre le succès notamment en Europe et en particulier, en Belgique francophone et en Turquie où la chanson atteint la première place ainsi que dans le classement de ventes allemand, où elle atteint la 9e place, et dans le classement italien, où elle atteint la 3e place. Le 45 tours se vend à plus de 650 000 exemplaires en France et il est certifié disque d'or par le Syndicat national de l’édition phonographique et audiovisuelle.

## Liste des pistes
| A. | Love Me Baby                | 3:37 |
| B. | Love Me Baby (Instrumental) | 3:37 |

## Crédits
- Sheila et B. Devotion – chant
- Lindsay Kidd – ingénieur du son
- Mike Stavrou – ingénieur du son
- Claude Carrère – réalisateur
- Paul Roddy – photographie

## Classements et certifications
| Classement (1977-78)                    | Meilleure position |
| --------------------------------------- | ------------------ |
| Allemagne de l'Ouest (Media Control)    | 9                  |
| Belgique (Flandre Ultratop 50 Singles)  | 14                 |
| Belgique (Wallonie Ultratop 50 Singles) | 1                  |
| Espagne (AFE)                           | 13                 |
| Europe (Europarade)                     | 11                 |
| France (SNEP)                           | 2                  |
| Grèce (Hellinikos Vorras–Epikera)       | 10                 |
| Israël (IBA)                            | 16                 |
| Italie (Musica e dischi)                | 3                  |
| Pays-Bas (Nederlandse Top 40)           | 24                 |
| Pays-Bas (Nationale Hitparade)          | 19                 |
| Portugal (Musica & Som)                 | 3                  |
| Suisse (Schweizer Hitparade)            | 23                 |
| Suisse romande (RSR)                    | 7                  |
| Turquie (Hey Top 40)                    | 1                  |

| Classement (1977)           | Position |
| --------------------------- | -------- |
| Belgique (Flandre Ultratop) | 92       |
| France (SNEP)               | 12       |

| Classement (1978)        | Position |
| ------------------------ | -------- |
| Italie (Musica e dischi) | 32       |

### Certification
| Pays                                                             | Certification | Ventes certifiées |
| ---------------------------------------------------------------- | ------------- | ----------------- |
| France (SNEP)                                                    | Or            | 500 000*          |
| *Ventes selon la certification xNon précisé par la certification |               |                   |